# 御幸が丘

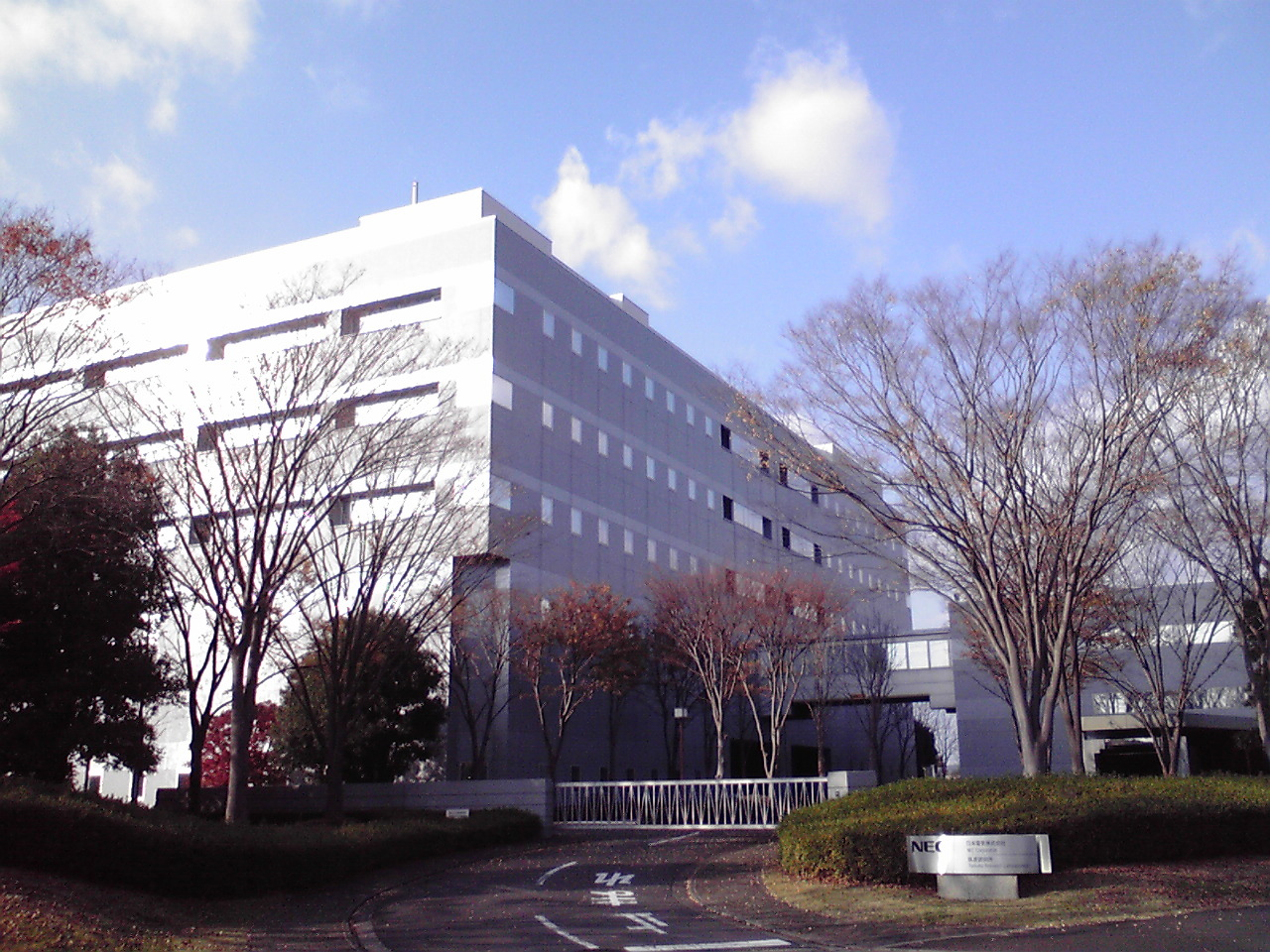
日本電気筑波研究所

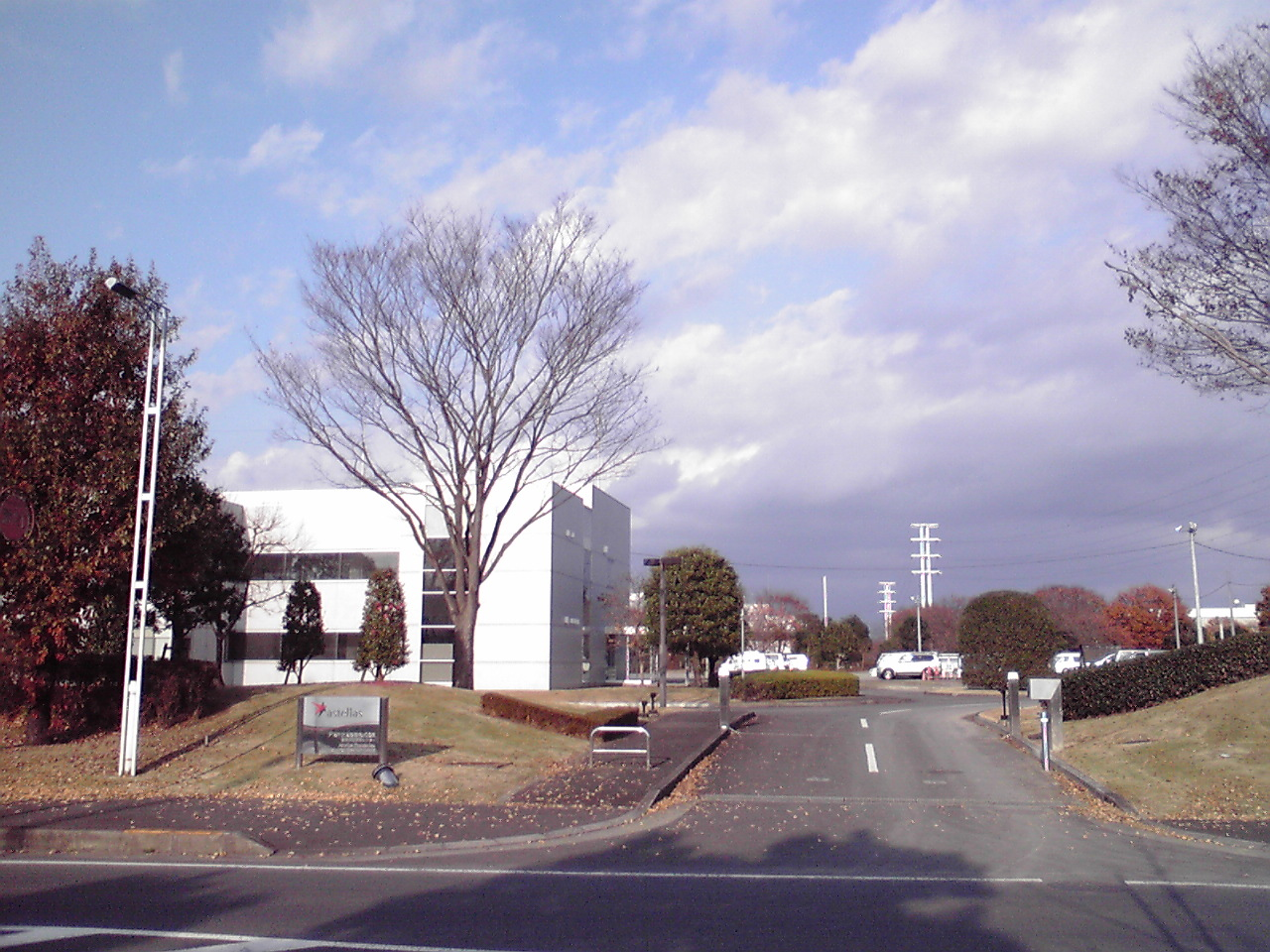
アステラス製薬御幸が丘研究センター

御幸が丘（みゆきがおか）は、茨城県つくば市の地名。郵便番号は305-0841。

## 地理
つくば市中部に位置し、筑波研究学園都市周辺開発地区に位置する。全域が開発総面積101,500m2（うち、工業用地は74,900m2）の筑波西部工業団地で、地域内には科学万博記念公園や、様々な研究所が立地する。また、地域の北端にはエキスポ大通りが通る。
東は西大橋・山中、西は水堀・面野井（おものい）、南は大白硲（おおじらはざま）・柳橋、北は西大橋・西岡と接している。また、北は学園南とほぼ隣接している。

## 歴史
全域が1981年（昭和56年）-1986年（昭和61年）に開発された、開発総面積101,500m2の「筑波西部工業団地」である。国際科学技術博覧会会場跡地に建設されたもので、跡地は科学万博記念公園や、クラレつくば研究所、日本電気筑波研究所など、医薬品、食品、コンピュータ、通信機器等の研究を行う国内外でも有数のハイテク企業が操業している。また、1988年（昭和63年）には科学万博記念公園広場に「科学の門」が竣工され、1月27日に除幕式が行われた。

### 地名の由来
現地は緩やかに隆起した丘となっている。また、1985年（昭和60年）に開催された国際科学技術博覧会（科学万博）の際にこの地がメイン会場となり、昭和天皇がこの地で開会宣言を行った。これを記念して「御幸が丘」と命名された。

## 小・中学校の学区
市立小・中学校に通う場合、御幸が丘全域が柳橋小学校、谷田部中学校となる
。

## 施設
- 科学万博記念公園
- クラレつくば研究所
- 日本電気筑波研究所
- アステラス製薬御幸が丘研究センター
- 協和発酵つくば開発センター